# 46 (liczba)
46 (czterdzieści sześć) – liczba naturalna następująca po 45 i poprzedzająca 47.

## 46 w nauce
- liczba atomowa palladu
- obiekt na niebie – Messier 46
- galaktyka NGC 46
- planetoida (46) Hestia

## 46 w kalendarzu
46. dniem w roku jest 15 lutego.

## 46 w sporcie
Numer używany przez Valentino Rossiego w MotoGP.

## 46 w Biblii
- 46 tyle według katolicyzmu jest kanonicznych ksiąg Starego Testamentu